# Flaga Jugosławii
Flaga Jugosławii zmieniała się kilkakrotnie w czasie ponad osiemdziesięcioletniej historii tego organizmu.

## Królestwo Serbów, Chorwatów i SłoweńcóworazKrólestwo Jugosławii

Flaga państwowa i cywilna Królestwa SHS i Jugosławii

Flagę Państwa SHS, a później Królestwa SHS i Królestwa Jugosławii stanowiły trzy poziome pasy – niebieski, biały i czerwony. Kolory te zostały zaczerpnięte z flagi ustanowionej przez Kongres Wszechsłowiański, jaki odbył się w Pradze w 1848 roku.
Bandera wojskowa utworzona została poprzez umieszczenie w części czołowej płata, w jednej trzeciej jego szerokości małego herbu Jugosławii. Całość miała być skomponowana w ten sposób, aby herb (nie licząc krzyża na koronie) stanowił połowę wysokości flagi.
Tak ustalone flagi obowiązywały od ich oficjalnego przyjęcia w 1922 roku, aż do inwazji państw Osi w 1941. Podczas okupacji jugosłowiańskiej flagi używały władze na uchodźstwie, a także Czetnicy, czyli oddziały partyzanckie wierne królowi Piotrowi Karadziordziewiciowi.

Bandera wojenna Królestwa Jugosławii
Proporzec królewski (lata 20. – 1937)
Flaga rangowa marszałka armii
Flaga rangowa generała armii
Flaga rangowa generała dywizji
Flaga rangowa generała brygady

## Socjalistyczna Federacyjna Republika Jugosławii

Flaga Demokratycznej Federacyjnej Jugosławii i jugosłowiańskich partyzantów. Proporcje 1:2

Druga Jugosławia zaadaptowała flagę swojej przedwojennej poprzedniczki. Niebiesko-biało-czerwony płat nadal pozostawał obowiązującym, natomiast zmieniły się proporcje oraz ogólna stylistyka. Na wzór flagi Demokratycznej Federacyjnej Jugosławii używanej przez rebeliancką Narodową Armię Wyzwolenia Jugosławii w centrum nowej flagi umieszczono czerwoną gwiazdę. W porównaniu z flagą partyzancką po wojnie zmieniono kształt gwiazdy, a także dodano jej złotą obwódkę. Proporcje ustalono na 1:2. Dodatkowo każda z republik posiadała własną flagę. Flaga taka, wspólnie z flagą Ligi Komunistów zwykle była wywieszana na oficjalnych budynkach razem z flagą federacji. Z tego powodu wiele budynków państwowych na terenie byłej Jugosławii wciąż posiada trzy maszty.
W codziennym użyciu była również bandera cywilna będąca pomniejszoną wersją flagi państwowej – jej proporcje to 2:3; wydłużona natomiast wersja wisiała na skupsztinie. Z kolei płat bandery wojennej i proporca marynarki był czerwony.

Bandera cywilna, proporcje 2:3
Bandera wojenna, proporcje 2:3
Proporzec marynarki, proporcje 2:3
Proporzec prezydenta SFRJ, proporcje 1:1
Proporzec przewodniczącego Zgromadzenia Narodowego, proporcje 1:1
Baner SFRJ wywieszony na budynku Zgromadzenia Narodowego

## Federalna Republika JugosławiiorazSerbia i Czarnogóra

Po rozpadzie socjalistycznej Jugosławii Federalna Jugosławia pozostała przy tradycyjnych niebiesko-biało-czerwonych barwach. W kwietniu 1992 roku zatwierdzono zmiany w wyglądzie flagi: pozostano przy proporcjach 1:2, ale usunięto socjalistyczną gwiazdę. Po raz kolejny do zmiany nazwy państwa doszło w 2003 roku. Wtedy to ostatecznie upadła idea Jugosławii, a w jej miejsce powołano Federację Serbii i Czarnogóry. Jednak także i tym razem zmiany polityczne nie wpłynęły na zmianę symboliki. Zarówno flaga, herb, jak i hymn pozostały takie same.
Bandera cywilna pozostała flagą narodową o proporcjach 2:3, bandera wojenna flagą o czerwonym płacie i flagą narodową w kantonie, a proporzec czerwoną flagą z godłem w centrum. We wszystkich tych przypadkach po obaleniu socjalistów usunięto elementy nawiązujące do tej ideologii.

bandera cywilna i państwowa FRJ i SCG
Bandera wojenna FRJ i SCG
Proporzec marynarki FRJ i SCG
Proporzec prezydenta FRJ i SCG